# Formazione di Werfen
La Formazione di Werfen è costituita da una successione sedimentaria del Triassico Inferiore, di potenza variabile (da 150 a 600 m, in genere sottilmente stratificata, poggiante con contatto netto ma concordante sulla Formazione a Bellerophon del Permiano Superiore, con limite superiore transizionale con la Dolomia del Serla, localmente (soprattutto area dell'alto strutturale triassico della Dorsale Badioto-Gardenese) troncata alla sommità in discordanza erosiva dal Conglomerato di Richthofen) che, in alcuni punti (ad es. nei pressi di Colfosco), l'ha completamente erosa portandosi a diretto contatto con la sottostante Formazione a Bellerophon.
È costituita da depositi carbonatici, terrigeni e misti (calcareniti oolitici e bioclastiche, calcari marnosi, siltiti, arenarie, brecce, ritmiti dolomitiche e gesose, calcari marnosi micritici), di colore assai vario (dal grigio in molte differenti sfumature, al verde, al giallo, al rosso).
Affiora nell'area Sudalpina orientale (Lombardia orientale, Veneto, Trentino-Alto Adige, Friuli-Venezia Giulia), con la linea delle Giudicarie utilizzata come limite di distribuzione occidentale (ad occidente l'unità prende il nome di Formazione del Servino, con forte affinità di facies ma, per lo più, presenza di un numero minore di membri).
Il suo nome deriva dalla località Salisburghese di Werfen, dove furono originariamente descritti i Roter und bunter Schiefer von Werfen, la cui successione stratigrafica fu in seguito riconosciuta come estranea alle successioni presenti in territorio italiano.
Pur non essendo stata finora individuata ufficialmente una sezione-tipo, l'area-tipo viene solitamente indicata come quella del settore delle Dolomiti orientali (Catinaccio-Passo di Costalunga; Bletterbach-Corno Bianco; Costabella-Croda Rossa, Passo Rolle-Cimon della Pala) dove affiorano sezioni per lo più complete e piuttosto continue. Anche nell'area friulano-carnica sono presenti sezioni piuttosto continue (Val Pesarina - Rio Fuina).

## Descrizione e ambiente sedimentario
La Formazione di Werfen si è deposta su fondali poco profondi facenti parte di un vastissimo mare tropicale, in un contesto di estesa piattaforma continentale a bassi fondali con assenza di significativi apporti terrigeni, con frequenti episodi di emersione parziale in ambiente evaporitico. L'ambiente deposizionale mostra una tendenza trasgressiva generalizzata, con graduale aumento della profondità, e un episodio regressivo finale.

### Suddivisione della Formazione di Werfen
Con riferimento alla successione standard delle Dolomiti orientali, la suddivisione della Formazione di Werfen viene solitamente trattata come segue (dal basso verso l'alto).
- Orizzonte di Tesero. 1–8 m di banchi calcarei con prevalenza di calcareniti oolitiche, bioclastiche e a grapestone, micriti e marne di colore grigio chiaro.
- Membro di Mazzin. 30–70 m di calcari marnoso-siltosi micritici grigio scuri ben stratificati, a volte intensamente bioturbati, micronodulari; frequenti intervalli di calcareniti bioclastiche gradate, interpretate come tempestiti distali. Limite superiore brusco.
- Orizzonte di Andraz. 0–30 m di dolomie e dolomie marnoso-siltose giallastre, rosse o grigie, in ritmiti finemente laminate, con frequenti livelli a prevalenza gessosa, frequentemente interessate da strutture sedimentarie di ambiente evaporitico quali mud-cracks e teepee. Limite superiore brusco.
- Membro di Siusi. 30–100 m di calcari e calcari marnosi micritici bioturbati, grigi, grigio-verdastri e rossastri, talvolta siltosi, con frequenti tempestiti calcarenitiche e accumuli bioclastici gradati, con frequente deposizione a lamniazione incrociata; parte superiore interessata da strutture sedimentarie di ambiente evaporitico quali ripple da onda, mud-cracks e teepee. Limite superiore brusco.
- Oolite a Gasteropodi. 20–60 m di calcari micritici e siltosi e arenarie a cemento carbonatico di colore dal grigio al rosato al rosso, con frequenti intercalazioni di grainstone e packstone oolitico-bioclastici. Limite superiore transizionale.
- Membro di Campil. 80–130 m di peliti, siltiti e arenarie fini quarzoso-micacee ben stratificate di colore rosso, a frequente base erosiva; frequenti strutture sedimentarie quali slumping, ripple da onda, mud-cracks e teepee (soprattutto nella parte superiore). Limite superiore brusco.
- Membro di Val Badia. 50–70 m di calcari marnosi, siltosi, arenacei ed oolitici di ambiente deposizionale subtidale, ben stratificati, di colore grigio, frequentemente bioturbati, con intercalazioni di tempestiti bioclastiche a bivalvi ed echinodermi. Limite superiore piuttosto variabile su scala regionale; brusco nelle Dolomiti occidentali e moderatamente disconforme (con superfici di esposizione subaerea in ambiente evaporitico) nel settore settentrionale.
- Membro di Cencenighe. 70–80 m di dolomie, calcari oolitico-bioclastici, siltiti e marne grigie bioturbate di colore giallo e rosso di ambiente tidale e inter- sopratidale. Limite superiore transizionale.
- Membro di S. Lucano. 40–60 m di arenarie, siltiti, peliti, dolomie siltose e marnose, di colore dal grigio, al giallo, al rosso, con frequenti strutture sedimentarie quali ripple da onda e da corrente, mud-cracks e teepee. Limite superiore transizionale.

### Fossili

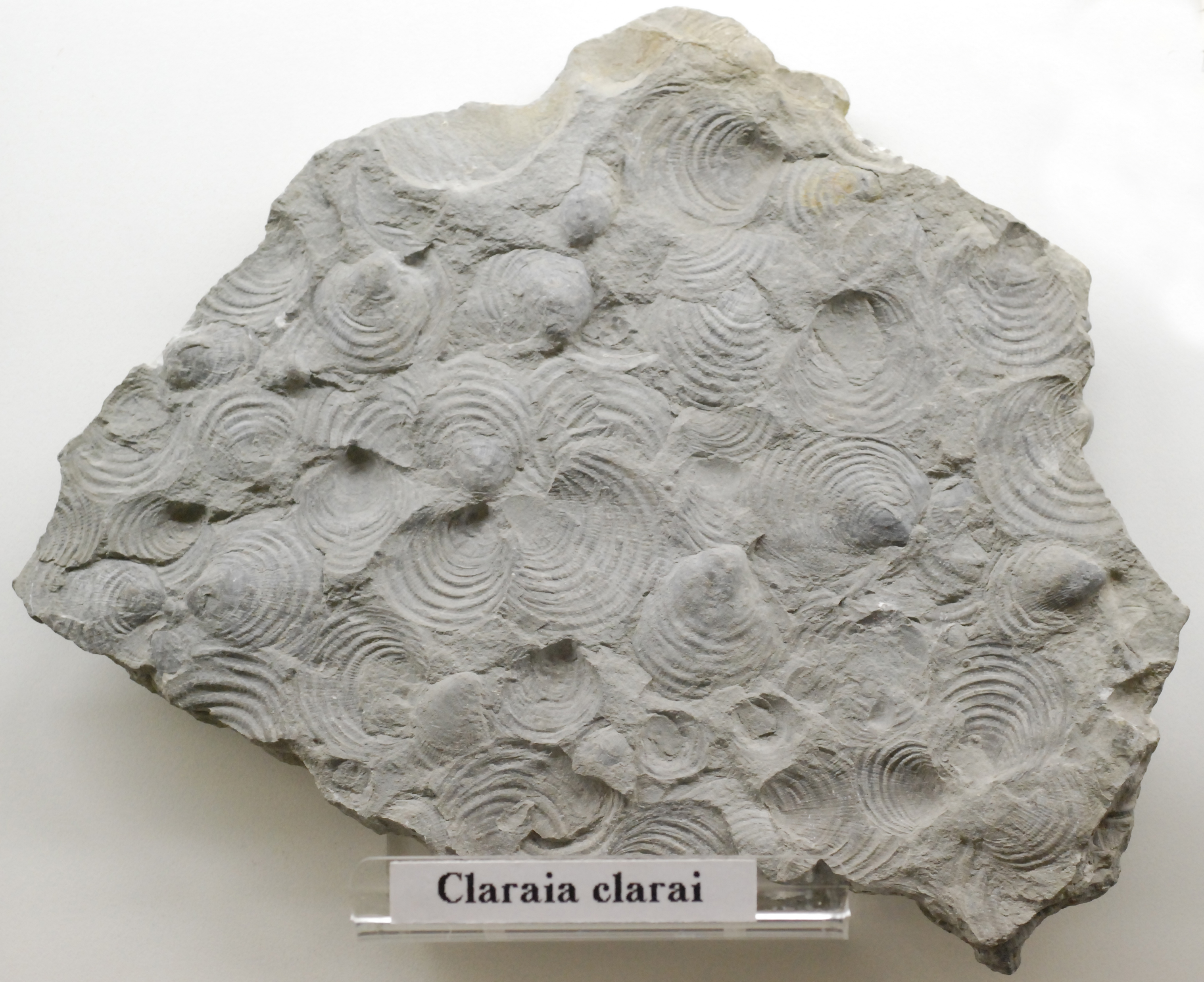
Fossile di Claraia clarai esposto nel Museo della Val Gardena

A causa dell'estinzione di massa del limite Permo-Trias, le faune della Formazione di Werfen risultano costituite da un numero ridotto di taxa. 
Frequenti fossili, tra i quali prevalgono i molluschi bentonici (Claraia, Eumorphotis, Costatoria, Natiria, Turbo), Ammoniti (Tirolites, Dinarites), Ostracodi, Brachiopodi (Lingula), Echinodermi e rari Foraminiferi.